# Curinith
Curinith är en ort i Mexiko.   Den ligger i kommunen San Luis de la Paz och delstaten Guanajuato, i den centrala delen av landet, 250 km nordväst om huvudstaden Mexico City. Curinith ligger 1 991 meter över havet och antalet invånare är 273.
Terrängen runt Curinith är platt västerut, men österut är den kuperad. Runt Curinith är det ganska tätbefolkat, med 62 invånare per kvadratkilometer. Närmaste större samhälle är San Luis de la Paz, 13,4 km nordost om Curinith. Trakten runt Curinith består till största delen av jordbruksmark.